# L'Avenc (Tavertet)
L'Avenc és una masia gòtica de Tavertet (Osona) declarada Bé Cultural d'Interès Nacional.

## Descripció
Masia de planta rectangular amb coberta a dues vessants. El carener és perpendicular a la façana, la qual es troba orientada al sud-oest. Presenta un gran portal adovellat, la dovella central del qual té un escut, el mateix que fa servir el Bisbe Galzarà Sacosta. Al primer pis hi ha tres finestres cisellades i al segon pis altres tres.
La finestra central del primer pis té forma rectangular i al damunt presenta dues carteles que segurament havien sostingut un matacà. A la part superior té un trencaaigües rematat als extrems amb unes escultures de rostres humans. La llinda té forma d'arc còncau i l'intrados està decorat amb arquets trilobulats i rostres humans. Els brancals tenen unes columnes cilíndriques acabades en formes geomètriques.
La finestra de l'esquerra també té un trencaaigües rematat en rostres humans. A la llinda hi ha una sanefa amb formes ovalades i un rostre humà al centre. Els brancals presenten formes geomètriques acabades en una forma tornejada.
La finestra de la dreta té un trencaaigües acabat amb una forma cilíndrica. L'arc és de tipus conopial i les impostes estan decorades amb rosetes
Al segon pis hi ha dues espitlleres a banda i banda de la finestra central.
A la façana sud-est, al primer pis, hi ha una finestra amb un trencaaigües acabat en forma cilíndrica i, al centre de la llinda, hi ha un escut amb el nom de Maria i datat el 1557. L'interior és amb esplandit i festejadors.
A la part nord-oest s'hi adossa un cos, més baix i de planta rectangular cobert a dues vessants. A l'interior de la casa, a la cuina, hi ha una llar de foc. La campana és de grans dimensions, i adossada a la paret.
A la sala del costat hi ha una pica d'aigua. Aquesta està inscrita en una arcada d'arc de mig punt adovellada i en l'espai interior hi ha prestatges de fusta. La pica és de forma rectangular i a cada costat hi ha una llosa de pedra una mica més enlairada. Emmarca el doll d'aigua un cos trapezoïdal amb un rostre humà al centre, el qual portava mitre i correspon a un fill del mas: Galzarà Avenc Sacosta. Les quatre portals que comuniquen aquesta sala amb les habitacions són de forma rectangular i de petites dimensions. La primera porta té al centre de la llinda un relleu d'un rostre barbat i amb barret i dos rostres d'aspecte africà escupits en pedra just a sota, a banda i banda. Aquest porta va a l'única cambra amb una llar de foc. La boca de llar està emmarcada per una llinda al centre de la qual hi ha l'escut del mas. La llinda està sostinguda per uns pilars de forma circular adossats a la paret i acabats en carteles. Està construïda en pedra.La segona a l'esquerra té a la part superior un trencaaigües que acaba en dos rostres humans, un masculí a la dreta i un femení a l'esquerra i dos rostres petitons de nens just a sota. A la banda dreta de la sala hi ha els altres dos portals, un amb una llinda sense esculpir i l'altre, també de forma rectangular, decorada amb un trencaaigües que acaba en unes formes prismàtiques d'aspecte renaixentista; els brancals i la llinda de la porta estan decorats amb una motllura.

## Història
Antic mas situat prop de la cinglera, al qual li donà nom el topònim del lloc on es troba.
El primer document existent és del segle xiii (Arxiu Episcopal de Vic). Es tenen notícies, des de principis del segle xiv, de que pertanyia a la família Avench-Sacosta, pares del Bisbe Galzarà Sacosta, i dels cavallers Sacosta. Va patir els terratrèmols del 1427 i 1428 i encara avui, hi ha evidència dels danys. El casal va ser reformat, ampliat i ennoblit al segle xvi.
Va ser restaurat a principis del segle XXI com a habitatge familiar, i des del 2006, es dedicava al turisme rural i cultural (antics estatges convertits en casetes), actualment complementat amb la nova ala per a usos turístics (2010-2013). A data del 2020, és el 'Benestar Rural o Hotel-Apartament' anomenat L'Avenc de Tavertet.